# María Ignacia Benítez

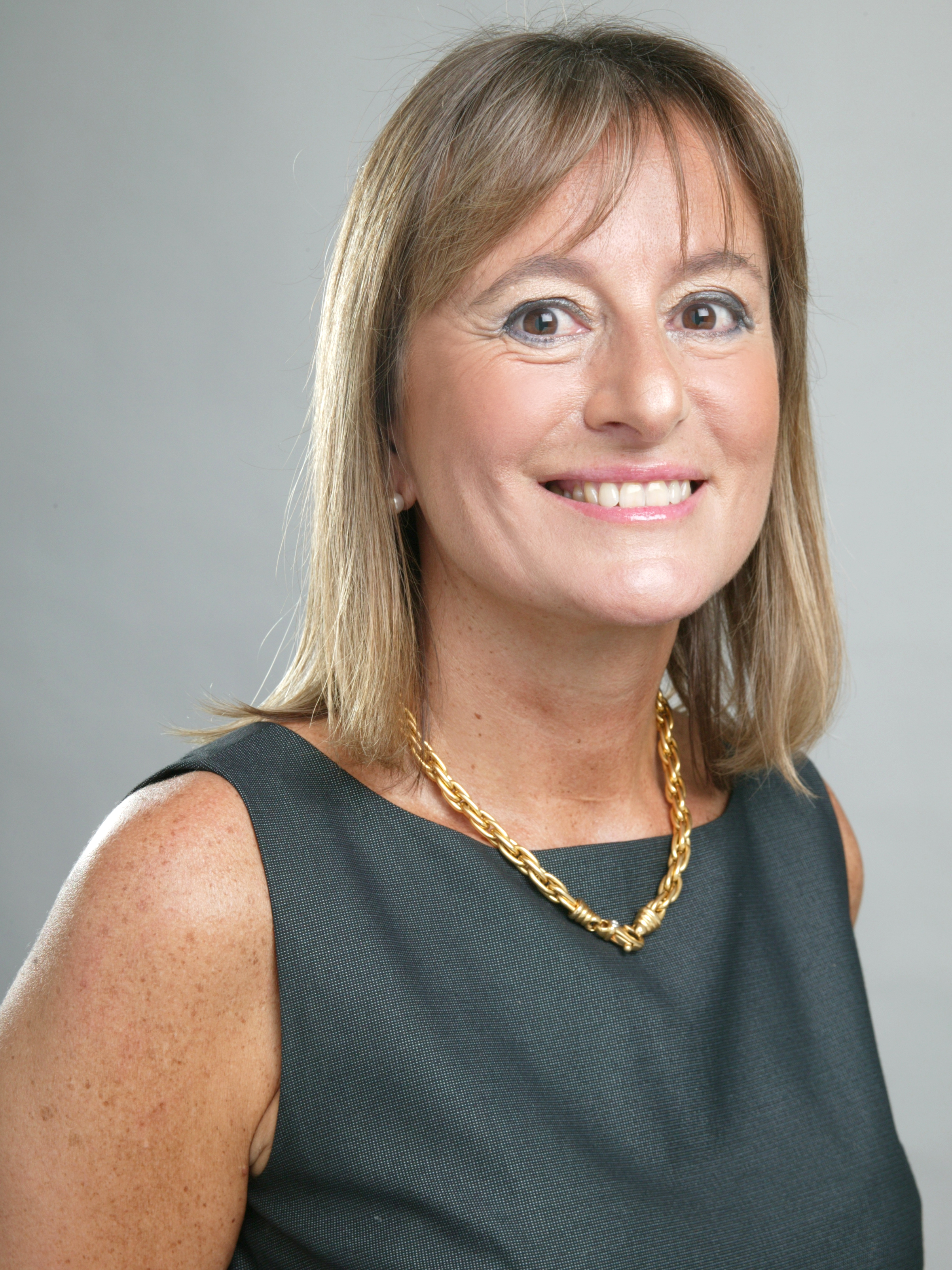
María Ignacia Benítez, vor 2005

María Ignacia Benítez Pereira (* 1. August 1958 in Viña del Mar; † 28. Februar 2019 in Santiago de Chile) war eine chilenische Politikerin.

## Leben
Nach ihrer Schulzeit am colegio Jeanne D'Arc schloss sie erfolgreich ein Studium des Chemieingenieurwesens an der Universidad de Chile ab. Später lehrte sie an der Universidad del Desarrollo. Aus dieser Zeit stammen auch mehrere Veröffentlichungen von Benítez. Benítez war mit Gonzalo Jiménez Parada verheiratet und hatte drei Kinder.
Ab dem 11. März 2010 bis März 2014 war die der UDI angehörige Benítez Umweltministerin im Kabinett Sebastián Piñeras.